# Cumulonimbus calvus
El cumulonimbus calvus és un cumulonimbe moderadament alt, amb la part superior rodona i capaç de produir una forta precipitació amb llamps i trons. No arriba mai a l'alçada del cumulonimbus incus (núvol que té forma d'inclosa a la part alta).

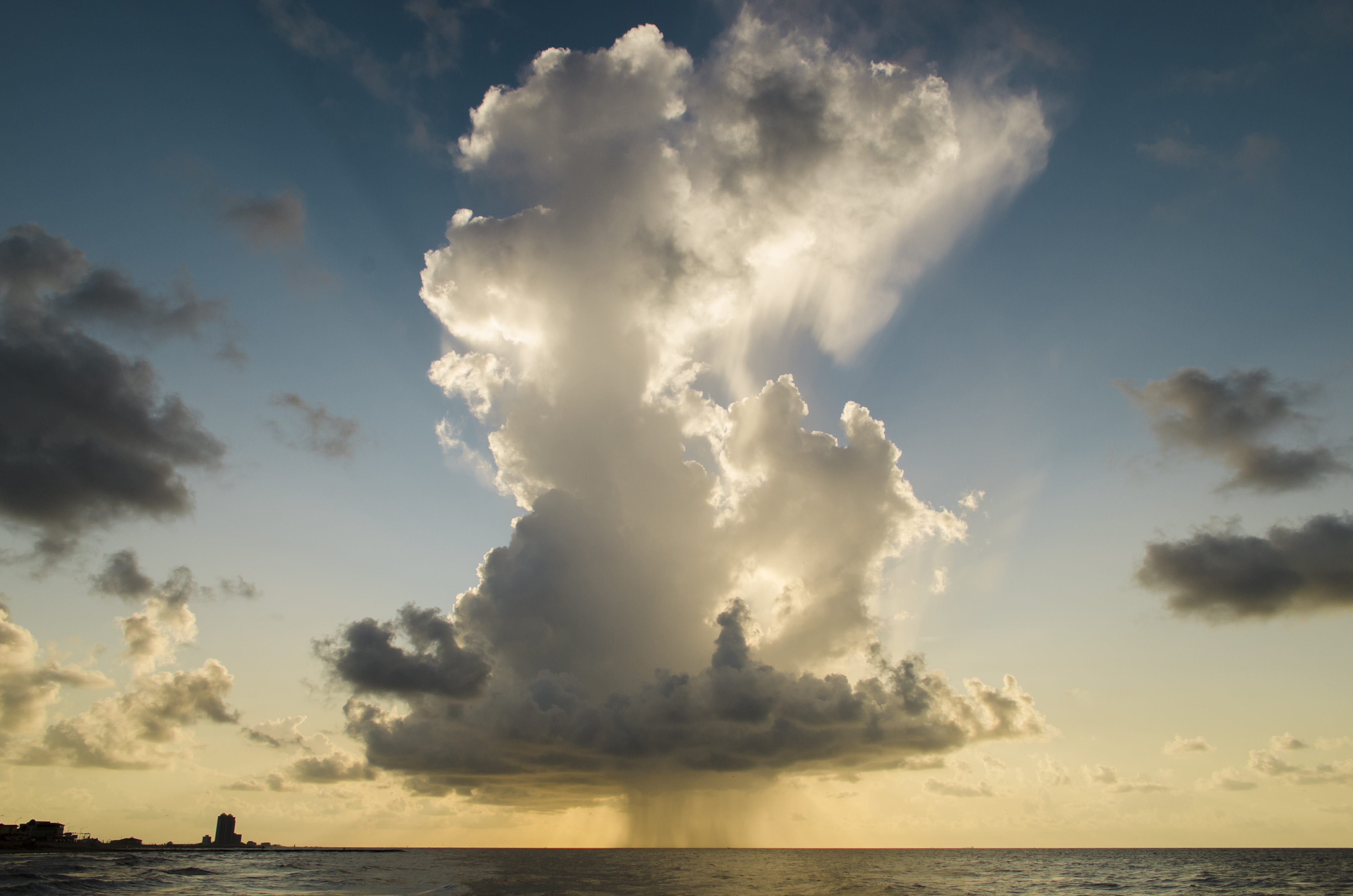
Cumulonimbus calvus